# Rad Kortenhorst

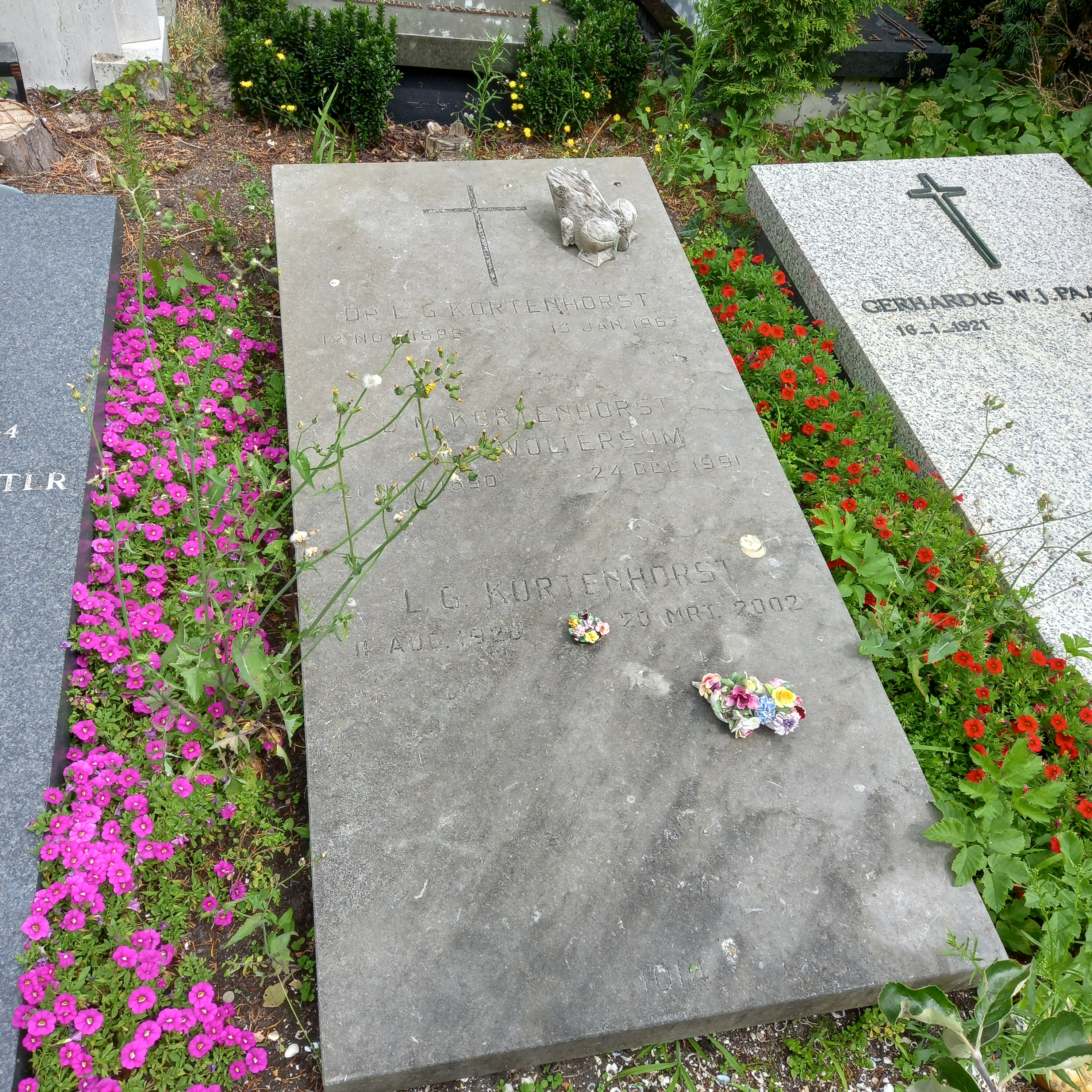
Het graf van Rad Kortenhorst en zijn echtgenote Dorothea Magdalena Woltersom op Begraafplaats Sint Petrus Banden te Den Haag

Leonardus Gerardus (Rad) Kortenhorst (Weesp, 12 november 1886 - 's-Gravenhage, 13 januari 1963) was een Nederlands advocaat en politicus, hij was de langstzittende voorzitter van de Tweede Kamer.
Tijdens zijn studententijd was hij rector van het Amsterdamsch Studentencorps en redacteur van het studentenweekblad Propria Cures. Hij was advocaat in Amsterdam en secretaris van de katholieke werkgeversorganisatie ARKWV. In die hoedanigheid was hij betrokken bij het opstellen van een Ontwerp van wet houdende regelen tot handhaving van den maatschappelijken vrede, een proeve van een anti-stakingswet uit 1938. Ook was hij commissaris van de uitgeverij Algemene Publiciteits Unie (APU) in Amsterdam.

## Na de Tweede Wereldoorlog
Zijn reputatie leed na de bevrijding de nodige schade toen bekend werd dat hij in 1940 mee had gewerkt aan de verkoop van het reclamebureau REMACO aan de Duitsers, die hierdoor een goed werkend Nederlands propagandabedrijf in handen kregen, waarvan zij gedurende de oorlog intensief gebruik maakten. Hij verdedigde als advocaat na het einde van de Tweede Wereldoorlog het dagblad De Telegraaf in de procedure voor de Commissie voor de Perszuivering. Ook trad hij op als verdediger van de oorlogsmisdadiger Pieter Menten.

## In de politiek
Hij behoorde tot de vooraanstaande leden van de RKSP- en KVP-fracties en was Tweede Kamervoorzitter van 1948-1963, de langste periode tot nu toe. Tijdens zijn voorzitterschap werd onder meer de werkwijze van de Kamer gemoderniseerd en het Reglement van Orde herzien. Hij kwam in december 1958 in conflict met de PvdA-fractie toen hij tegen de zin van de regering afhandeling van een wetsvoorstel doorzette.

## Trivia
- Hij was ook actief als schrijver en politiek commentator van de Volkskrant.
- Hij was van 1948 t/m 1960 voorzitter van het Centraal Brouwerij Kantoor.
- Zijn kleinzoon is de Haagse kunstschilder Rudolf Kortenhorst.